# Keri Russell
Keri Lynn Russell (Kalifornia, Fountain Valley, 1976. március 23.–) Golden Globe-díjas amerikai színésznő. 
A The WB csatorna Felicity című drámasorozatának (1998–2002) címszereplőjeként vált ismertté, amelyért Golden Globe-díjat kapott. Russell játszotta Elizabeth Jennings KGB-ügynök szerepét is az FX-es Foglalkozásuk: amerikai című kémthriller-sorozatban (2013–2018), ezzel Primetime Emmy- és Golden Globe-díjakra jelölték.
Számos filmben is szerepelt: Drágám, a kölyök marha nagy lett! (1992), Mission: Impossible III (2006), Pincérlány – Édesen is csípős (2007), A szeretet szimfóniája (2007), Eszeveszett küzdelem (2010), A majmok bolygója: Forradalom (2014), Harc a szabadságért (2016) és a Star Wars IX. rész – Skywalker kora (2019). 
2017-ben csillagot kapott a Hollywood Walk of Fame-en.

## Fiatalkora és családja
Keri Lynn Russell 1976. március 23-án született a kaliforniai Fountain Valleyben, Stephanie Stephens háztartásbeli és David Russell, a Nissan Motors vezetőjének lányaként. Van egy bátyja, Todd, és egy húga, Julie. A család a texasi Coppellben, az arizonai Mesában és a coloradói Highlands Ranchban élt, apja munkája miatt gyakran költözött. 
Russell tánctudása révén helyet kapott a The Mickey Mouse Club-ban.

## Magánélete
2006-ban Russellt Shane Deary, egy brooklyni vállalkozó jegyezte el, akit közös barátai révén ismert meg. A pár 2007. február 14-én házasodott össze New Yorkban. Két közös gyermekük van, egy 2007-ben született fiú és egy 2011-ben született lány. Russell és Deary 2013 elején különköltöztek, majd 2014 közepén elváltak.
2014 óta kapcsolatban él a Foglalkozásuk: amerikai című sorozatban szereplő társával, Matthew Rhysszel. Egy fiuk van, aki 2016-ban született.

## Filmográfia

### Film

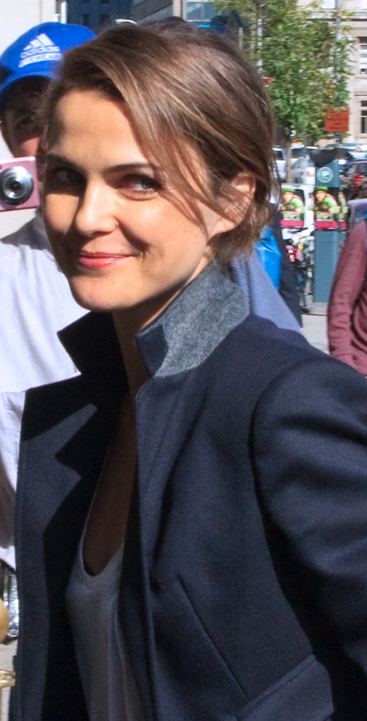
A 2009-es Torontói Nemzetközi Filmfesztiválon

| Év   | Magyar cím                          | Eredeti cím                      | Szerep                               | Magyar hang     |
| ---- | ----------------------------------- | -------------------------------- | ------------------------------------ | --------------- |
| 1992 | Drágám, a kölyök marha nagy lett!   | Honey, I Blew Up the Kid         | Mandy Park                           | Madarász Éva    |
| 1998 | Gyilkosságból kitűnő                | The Curve                        | Emma                                 | Roatis Andrea   |
| 1998 | Nyolc nap egy hét                   | Eight Days a Week                | Erica                                |                 |
| 2000 | Mambómánia                          | Mad About Mambo                  | Lucy McLoughlin                      | Oroszlán Szonja |
| 2002 | Katonák voltunk                     | We Were Soldiers                 | Barbara Geoghegan                    | Németh Kriszta  |
| 2005 | Apátlan anyátlanok                  | The Upside of Anger              | Emily Wolfmeyer                      | Urbán Andrea    |
| 2006 | Rohtenburg                          | Grimm Love                       | Katie                                |                 |
| 2006 | Mission: Impossible III             | Mission: Impossible III          | Lindsey Farris                       | Létay Dóra      |
| 2007 | A szeretet szimfóniája              | August Rush                      | Lyla Novacek                         | Major Melinda   |
| 2007 | Lány a parkban                      | The Girl in the Park             | Celeste                              | Major Melinda   |
| 2007 | Pincérlány – Édesen is csípős       | Waitress                         | Jenna Hunterson                      | Major Melinda   |
| 2008 | Esti mesék                          | Bedtime Stories                  | Jill                                 | Solecki Janka   |
| 2009 |                                     | Leaves of Grass                  | Janet                                |                 |
| 2009 | A Csodanő                           | Wonder Woman                     | Diana Prince / Wonder Woman (hangja) | Kiss Virág      |
| 2010 | Eszeveszett küzdelem                | Extraordinary Measures           | Aileen Crowley                       | Pálfi Kata      |
| 2012 |                                     | Goats                            | Judy                                 |                 |
| 2013 | Vakáció Mr. Darcy-val               | Austenland                       | Jane Hayes                           | Zakariás Éva    |
| 2013 | Sötét égboltok                      | Dark Skies                       | Lacy Barrett                         |                 |
| 2014 | A majmok bolygója: Forradalom       | Dawn of the Planet of the Apes   | Ellie                                | Roatis Andrea   |
| 2016 | Harc a szabadságért                 | Free State of Jones              | Serena Knight                        | Németh Borbála  |
| 2019 | Star Wars IX. rész – Skywalker kora | Star Wars: The Rise of Skywalker | Zorii Bliss                          | Mezei Kitty     |
| 2021 | Agancs                              | Antlers                          | Julia Meadows                        | Németh Borbála  |
| 2023 | Kokainmedve                         | Cocaine Bear                     | Sari                                 | Tompos Kátya    |

### Televízió
| Év        | Magyar cím                      | Eredeti cím                   | Szerep               | Megjegyzések                                            |
| --------- | ------------------------------- | ----------------------------- | -------------------- | ------------------------------------------------------- |
| 1991–1993 |                                 | The All New Mickey Mouse Club | önmaga               | főszereplő                                              |
| 1993      | A kis gézengúz                  | Boy Meets World               | Jessica              | 1 epizód                                                |
| 1994      |                                 | Daddy's Girls                 | Phoebe Walker        | 3 epizód                                                |
| 1995      |                                 | Clerks                        | Sandra               | próbaepizód                                             |
| 1995      | Egy rém rendes család           | Married... with Children      | April Adams          | 1 epizód                                                |
| 1996      | A bébiszitter megrontója        | The Babysitter's Seduction    | Michelle Winston     | - tévéfilm - magyar hangja: - Nemes Takách Kata         |
| 1996      | Lottó                           | The Lottery                   | Felice Dunbar        | tévéfilm                                                |
| 1996      | Malibui szívtiprók              | Malibu Shores                 | Chloe Walker         | - főszereplő (10 epizód) - magyar hangja: - Mezei Kitty |
| 1997      |                                 | Roar                          | Claire               | 2 epizód                                                |
| 1997      | Hetedik mennyország             | 7th Heaven                    | Camille              | 1 epizód                                                |
| 1997      | Elveszett ártatlanság           | When Innocence Is Lost        | Erica French         | tévéfilm                                                |
| 1998–2002 | Felicity                        | Felicity                      | Felicity Porter      | főszereplő (84 epizód)                                  |
| 1999      |                                 | CinderElmo                    | hercegnő             | tévéfilm                                                |
| 2005      |                                 | Into the West                 | Naomi Wheeler        | 1 epizód                                                |
| 2005      | Hétköznapi varázslat            | The Magic of Ordinary Days    | Olivia "Livvy" Dunne | - tévéfilm - magyar hangja: - Major Melinda             |
| 2007      | Dokik                           | Scrubs                        | Melody O'Harra       | 2 epizód                                                |
| 2010–2011 |                                 | Running Wilde                 | Emmy Kadubic         | főszereplő (13 epizód)                                  |
| 2013      | Az ítélet: család               | Arrested Development          | Widow Carr (hangja)  | 1 epizód                                                |
| 2013–2018 | Foglalkozásuk: amerikai         | The Americans                 | Elizabeth Jennings   | - főszereplő (75 epizód) - magyar hangja: - Bognár Anna |
| 2017      |                                 | Secret History of Comics      | narrátor             | 1 epizód                                                |
| 2018      | Bear Grylls: Sztárok a vadonban | Running Wild with Bear Grylls | önmaga               | 1 epizód                                                |
| 2021      | Van rá magyarázat               | Explained                     | narrátor             | 1 epizód                                                |
| 2023–     | A diplomata                     | The Diplomat                  | Kate Wyler           | - főszereplő - magyar hangja: - Solecki Janka           |

### Videójátékok
| Év   | Cím        | Szerep               |
| ---- | ---------- | -------------------- |
| 2021 | Open Roads | Opal Devine (hangja) |

## Fordítás
- Ez a szócikk részben vagy egészben  a   Keri Russell című angol Wikipédia-szócikk fordításán alapul.  Az eredeti cikk szerkesztőit annak laptörténete sorolja fel. Ez a jelzés csupán a megfogalmazás eredetét és a szerzői jogokat jelzi, nem szolgál a cikkben szereplő információk forrásmegjelöléseként.